# Sury il corridore
Sury il corridore (Surry der Steher) è un cortometraggio muto del 1913 diretto da Otto Rippert.

## Produzione
Il film - un cortometraggio in tre bobine - fu prodotto dalla Continental Kunstfilm GmbH.

## Distribuzione
La True Feature Film Company distribuì il film negli Stati Uniti nel settembre 1913. In Italia, la domanda per il visto di censura venne fatta il 2 settembre 1913.